# Fёdor Kasapu
Fёdor Michajlovič Kasapu in russo Фëдор Михайлович Касапу? (Mingir, 18 settembre 1963) è un ex sollevatore sovietico di origine moldava, campione olimpico e mondiale, che ha gareggiato nella categoria dei pesi medi (fino a 75 kg.).

## Carriera
Kasapu ha avuto il suo periodo di successo nel triennio tra il 1990 ed il 1992, iniziato quando ha vinto la medaglia d'oro ai Campionati mondiali di Budapest 1990, sollevando 360 kg. nel totale.
Nel 1991 ha vinto nel mese di maggio la medaglia di bronzo ai Campionati europei di Władysławowo con 345 kg. nel totale e nel mese di ottobre ha ottenuto la stessa medaglia ai Campionati mondiali di Donaueschingen con 342,5 kg. nel totale.
L'anno successivo ha partecipato alle Olimpiadi di Barcellona 1992 in rappresentanza della Squadra Unificata della C.S.I., nata dopo il dissolvimento dell'U.R.S.S., riuscendo a tornare ai livelli di due anni prima e a conquistare la medaglia d'oro con 357,5 kg. nel totale, stesso risultato ottenuto dal cubano Pablo Lara-Rodríguez, il quale, però, aveva un peso corporeo di 250 grammi superiore a quello di Kasapu, e pertanto l'oro è stato assegnato a quest'ultimo.